# René Paenhuijsen
René Paenhuijsen (? – ?) olimpiai bronzérmes belga tornász.
Az első világháború után az 1920. évi nyári olimpiai játékokon indult, és mint tornász versenyzett. Svéd rendszerű csapat összetettben bronzérmes lett.